# Katonatemplom (Komárom)
A Ferences barátok utcájában található komáromi helyőrségi templomot a városban az ellenreformáció idején letelepedett ferencesek építették 1677-1681 között. Jelenleg galériaként hasznosítják.
Valószínűleg a mai katonatemplom helyén állt egykor a domonkosok temploma és kolostora (16. századi metszetek alapján). A legutóbbi régészeti kutatások során a templom alatti kriptáknál gótikus építészeti elemeket találtak,[forrás?] melyek szintén ezt a feltevést erősítik.  Később ennek a helyén építették meg a komáromi reformátusok második templomukat, miután 1621-ben Reiffenberg várkapitány leromboltatta a vár közelében épült templomot.
1672-ben megfosztották a reformátusokat minden vagyonuktól, templomukat a városban ekkor letelepedő ferencesek kapták meg. Pálffy Tamás nyitrai püspök támogatásával 1677-1681 között újjáépítették, a vár felé eső oldalán toronnyal. A templom mellett építették fel kolostorukat is, melyet 1750-ben kibővítettek.  Az 1763-as földrengés után 1769-ben újították fel a templomot, ebből az időszakból származik a ma is látható tornya.
1809-ben a ferencesek elköltöztek Komáromból, a templomot és a kolostort a katonaság vette át (katonakórház, élelmiszerraktár és tiszti lakások is voltak itt). 1826. január 19-i nagy viharban tornyába villám csapott. A templomot 1906-ban felújították és a katonaság használta egyházi szertartásokra 1945-ig. Ezután raktárként használták. A kolostor épülete a második világháború alatt megrongálódott, majd a hatvanas években lebontották.
A rossz állapotban levő katonatemplomot az 1990-es években helyreállították, napjainkban kiállítások színhelyeként szolgál (Limes Galéria).

## További irodalom
- Štefan Benda 1997: Ako dokončiť a využiť vojenský kostol v Komárne. Obecné noviny 7/12, 17 (március 18.)